# Tajna 'Čёrnych drozdov'
Tajna 'Čёrnych drozdov' (Тайна «Чёрных дроздов») è un film del 1983 diretto da Vadim Derbenёv.

## Trama
Il signor George Fortescue, che guidava una ricca famiglia, è stato avvelenato. L'ispettore Neal iniziò a indagare sulla sua morte e scoprì che era benefica per tutti i membri della sua famiglia e per l'avvelenamento veniva usato un veleno raro. All'improvviso morirono la domestica Gladys e la padrona di casa Adele e Miss Marple si interessò al caso.